# Aghoughlou
Lajban ou aghoughlou (en kabyle : Aguglu, Ighunam, en tasahlite : Igisi) ( en région Basse Kabylie vers Bouira: Lajban) est un fromage traditionnel algérien de Kabylie semblable au jben à base de lait de vache ou de chèvre. Sa particularité est d'être obtenu par emprésurage avec de la sève de figuier.